# Monte Titlis
O  Monte Titlis, encontra-se nos Alpes Uraneses, no cantão de Uri e no cantão de Berna na Suíça e que culmina a 3 238 m.
De fácil acesso  a partir de Engelberg desfruta-se uma vista panorâmica sobre os Alpes Berneses e o planalto do Lago dos Quatro Cantões.

## Ascensões
A primeira ascensão foi feita em 1744 por I. Hess, J.E. Waser, e dois monges do  mosteiro de Engelberg.
A primeira invernal foi feita em  1866 por Melchior Anderegg.

## História do alpinismo
Este monte teve muita  importância na história do alpinismo pois que no Monte Agulha no Maciço do Vercors, no Monte Titlis mos Alpes Uraneses, no Monte Buet no Maciço do Giffre e no Monte Vélan dos Alpes Peninos se efectuaram as primeiras conquistas do Maciço do Monte Branco já no século XVIII.